# Andreas Rothkopf
Andreas Rothkopf (* 10. Oktober  1955 in Dillingen/Saar) ist ein deutscher Organist, Pianist und Musikpädagoge.

## Leben
Nach erstem Klavierunterricht bei seinem Vater studierte Andreas Rothkopf von 1972 bis 1978 an der Hochschule für Musik Saar in Saarbrücken katholische Kirchenmusik und Musikerziehung bei Robert Leonardy (Klavier) und Paul Schneider (Orgel). Als Stipendiat der Studienstiftung des deutschen Volkes studierte er an der Hochschule für Musik Köln (Orgel bei Michael Schneider, Klavier bei Günter Ludwig und Dirigieren bei Volker Wangenheim). Ergänzende Orgelstudien schlossen sich bei Marie-Claire Alain an.
1986 erhielt er eine Professur für Orgel an der Hochschule für Musik Saar in Saarbrücken.
Seine Konzerttätigkeit als Organist und Pianist führte ihn in zahlreiche Länder Europas und Asien. Darüber hinaus spielte er Orgelwerke von Robert Schumann, Franz Liszt und Max Reger auf CD ein.